# Saison 2011-2012 du Biarritz olympique Pays basque
Cette page présente la saison 2011-2012 du Biarritz olympique Pays basque en Top 14 et en coupe d'Europe de rugby.

## Effectif professionnel 2011-2012
| Nom                  | Poste            | Naissance  | Nationalité sportive | Sélections (points marqués) | Dernier club               | Arrivée au club (année) |
| Benoît August        | Talonneur        | 20/12/1976 | France               | 1 (0)                       | Stade français             | 2004                    |
| Romain Terrain       | Talonneur        | 22/08/1981 | France               | -                           | Castres olympique          | 2009                    |
| Arnaud Héguy         | Talonneur        | 23/01/1985 | France               | -                           | Aviron bayonnais           | 2011                    |
| Fabien Barcella      | Pilier           | 27/10/1983 | France               | 15 (0)                      | Auch                       | 2008                    |
| Eduard Coetzee       | Pilier           | 09/08/1979 | Afrique du Sud       | -                           | Aviron bayonnais           | 2008                    |
| Campbell Johnstone   | Pilier           | 07/01/1980 | Nouvelle-Zélande     | 3 (0)                       | Canterbury Crusaders       | 2008                    |
| Yvan Watremez        | Pilier           | 21/04/1989 | France               | -                           | Stade toulousain           | 2009                    |
| Sylvain Marconnet    | Pilier           | 08/04/1976 | France               | 84 (15)                     | Stade français             | 2010                    |
| Albertus Buckle      | Pilier           | 09/09/1983 | Afrique du Sud       | -                           | CS Bourgoin-Jallieu        | 2011                    |
| Jérôme Thion         | Deuxième ligne   | 02/12/1977 | France               | 54 (5)                      | USAP                       | 2003                    |
| Manuel Carizza       | Deuxième ligne   | 23/08/1984 | Argentine            | 21 (5)                      | Jockey Club de Rosario     | 2005                    |
| Jean-Baptiste Roidot | Deuxième Ligne   | 09/03/1988 | France               | -                           | CS Bourgoin-Jallieu        | 2006                    |
| Pelu Taele-Pavihi    | Deuxième ligne   | 28/09/1981 | Samoa                | 8 (0)                       | Parme                      | 2009                    |
| Erik Lund            | Deuxième ligne   | 03/06/1979 | Norvège              | ? (?)                       | Leeds Carnegie             | 2010                    |
| Wenceslas Lauret     | Troisième ligne  | 28/03/1989 | France               | 1 (0)                       | Formé au Club              | -                       |
| Imanol Harinordoquy  | Troisième ligne  | 20/02/1980 | France               | 72 (65)                     | Section paloise            | 2004                    |
| Magnus Lund          | Troisième ligne  | 25/06/1983 | Angleterre           | 10 (5)                      | Sale Sharks                | 2008                    |
| Raphaël Lakafia      | Troisième ligne  | 28/10/1988 | France               | 2 (0)                       | Grenoble                   | 2009                    |
| Benoît Guyot         | Troisième ligne  | 19/01/1989 | France               | -                           | Stade français             | 2009                    |
| Florian Faure        | Troisième ligne  | 26/03/1983 | France               | -                           | Castres olympique          | 2009                    |
| Dimitri Yachvili     | Demi de mêlée    | 19/09/1980 | France               | 54 (335)                    | Gloucester Rugby           | 2002                    |
| Julien Peyrelongue   | Demi d'ouverture | 02/04/1981 | France               | 1 (0)                       | Peyrehorade                | 2000                    |
| Marcelo Bosch        | Demi d'ouverture | 07/01/1984 | Argentine            | 7 (6)                       | Belgrano Athletic          | 2006                    |
| Damien Traille       | 3/4 centre       | 12/06/1979 | France               | 84 (128)                    | Section paloise            | 2004                    |
| Charles Gimenez      | 3/4 centre       | 11/02/1988 | France               | -                           | Stade toulousain           | 2009                    |
| Michael Bond         | 3/4 centre       | 21/07/1987 | Australie            | -                           | Norths/QUT                 | 2010                    |
| Benoît Baby          | 3/4 centre       | 07/09/1983 | France               | 9 (8)                       | ASM Clermont               | 2011                    |
| Seremaia Burotu      | 3/4 centre       | 19/07/1987 | Fidji                | -                           | Rugby à VII                | 2011                    |
| Philippe Bidabé      | 3/4 aile         | 13/01/1978 | France               | 2 (0)                       | Formé au club              | -                       |
| Takudzwa Ngwenya     | 3/4 aile         | 22/07/1985 | États-Unis           | 21 (40)                     | Dallas Athletic Rugby Club | 2007                    |
| Ilikena Bolakoro     | 3/4 aile         | 28/10/1987 | Fidji                | 2 (0)                       | Suva Grammar School        | 2008                    |
| Dane Haylett-Petty   | 3/4 aile         | 18/06/1989 | Australie            | -                           | Western Force              | 2010                    |
| Daniel Caprice       | 3/4 aile         | 20/10/1989 | Angleterre           | -                           | London Wasps (VII)         | 2011                    |
| Iain Balshaw         | Arrière          | 14/04/1979 | Angleterre           | 35 (65)                     | Gloucester Rugby           | 2009                    |

## Effectif Espoir 2011-2012
| Nom                  | Poste            | Naissance  | Nationalité sportive | Sélections (points marqués) | Dernier club          | Arrivée au club (année) |
| Antonin Raffault     | Talonneur        | 18/02/1989 | France               | -                           | ASM Clermont          | 2008                    |
| Xabi Argagnon        | Pilier           | 23/10/1989 | France               | -                           | Formé au Club         | -                       |
| Thomas Lebrequier    | Pilier           | 21/04/1989 | France               | -                           | CA Lannemezan         | 2008                    |
| Cécilion Puleoto     | Pilier           | 03/10/1992 | France               | -                           | Formé au Club         | -                       |
| Mathias Marie        | Deuxième Ligne   | 09/01/1991 | France               | -                           | Union Bordeaux Bègles | 2010                    |
| Tanguy Molcard       | Troisième ligne  | 23/06/1989 | France               | -                           | USA Perpignan         | 2009                    |
| Talalelei Gray       | Troisième ligne  | 28/02/1990 | Australie            | -                           | Brumbies              | 2011                    |
| Yann Lesgourgues     | Demi de mêlée    | 17/01/1991 | France               | -                           | Formé au club         | -                       |
| Luix Roussarie       | Demi de mêlée    | 15/03/1991 | France               | -                           | Leicester             | 2011                    |
| Jean-Pascal Barraque | Demi d'ouverture | 24/04/1991 | France               | -                           | Tarbes Pyrénées rugby | 2009                    |
| Denys Bolis          | 3/4 aile         | 23/03/1992 | France               | -                           | US Tours              | 2010                    |
| Paul Couet-Lannes    | Arrière          | 12/03/1991 | France               | -                           | Section paloise       | 2007                    |
| Théo Platon          | Arrière          | 08/09/1992 | France               | -                           | US Tours              | 2010                    |

## Statistiques

### Statistiques collectives
Attaque
Défense

### Statistiques individuelles
Meilleur réalisateur